# Marius Flothuis
Marius Flothuis   (Amsterdam, 30 d'octubre de 1914 - Amsterdam, 13 de novembre de 2001), conegut com a Flot, va ser un compositor, musicòleg i crític musical neerlandès.

## Biografia
Flothuis va prendre cursos per primer cop a l'escola d'ensenyament secundari Vossius Gymnasium d'Amsterdam. Allà va estudiar piano i teoria musical amb Hans Brandts Buys. Va continuar els estudis de musicologia a la Universitat d'Amsterdam sota la direcció d'Albert Smijers i Karel Philippus Bernet Kempers. A Amsterdam va estudiar filologia clàssica. Flothuis es va graduar el 1969 amb una tesi sobre els arranjaments d'obres de Mozart.
El 1937, Marius Flothuis va esdevenir ajudant de direcció artística del Concertgebouw d'Amsterdam. Quan va refusar afiliar-se a la Reichskulturkammer (cambra de cultura del Reich), el 1942 el Concertgebouw el va haver d'acomiadar. Va ser actiu en la resistència contra l'ocupació nazi, va ser empresonat al camp de Vught, i el 1944 va ser transferit al Camp de concentració de Sachsenhausen. Va sobreviure una marxa de la mort i va tornar després d'una llarga peripècia a Amsterdam el 29 de maig 1945.
Del 1946 al 1950 va ser bibliotecari de la Fundació Donemus i va exercir de crític musical fins al 1953. Aquell any Flothuis va tornar a l'Orquestra Reial del Concertgebouw i en va esdevenir el director artístic fins al 1974.
Marius Flothuis també va ser professor de musicologia a la Universitat d'Utrecht del 1974 al 1983. La seva reputació internacional es va basar llavors en els seus estudis dedicats a Mozart. Del 1980 al 1994, va ser president del Zentral Institut für Mozart-Forschung de Salzburg. Va ser considerat una autoritat en el camp de la música Mozart, cosa que el va portar a escriure cadences per a alguns dels concerts del compositor.

## Carrera com a compositor
Com a compositor, Flothuis va romandre en gran part autodidacta. Primer va compondre en un llenguatge relativament conservador. Només als anys seixanta es va desvincular d'aquest estil i va seguir la seva intuïció personal. El catàleg de Flothuis conté més d'un centenar de números d'opus.
Flothuis tenia una marcada preferència per a compositors francesos com Debussy i Ravel. Les seves composicions, en gairebé tots els gèneres, tenen poc a veure amb la turbulència de la música clàssica contemporània. La seva música transmet valors universals força subtils i concisos, sintonitzats amb un equilibri clàssic.
Fins al final de la seva vida, Flothuis va participar activament en la vida musical neerlandesa.